# Elektro Celje
Elektro Celje je energetsko distribucijsko podjetje, ki se ukvarja z distribucijo električne energije v Sloveniji. Sedež podjetja je v Celju.
Predsednik uprave je mag. Boris Kupec.

## Zgodovina
Podjetje je bilo ustanovljeno leta 1913 kot Mestna elektrarna Celje. Ustanovitelj in lastnik podjetja je Vlada Republike Slovenije.